# Mit navn er Istvan
|  | Denne artikel er oprettet af botten Steenthbot ud fra en ekstern database. Den kan derfor have sproglige fejl eller mangler. Denne skabelon kan fjernes efter kontrol af indholdet. |

Mit navn er Istvan er en dansk dokumentarfilm fra 1964 instrueret af Benni Korzen efter eget manuskript.

## Handling
En skildring af Ungarn af i dag, som det tager sig ud for en ung historiestuderende fra Budapest.